# Waigeum
Waigeum là một chi bướm ngày thuộc họ Lycaenidae.